# Risle
Die Risle [ʁil] ist ein Fluss in Frankreich, der in der Region Normandie verläuft. Sie entspringt südlich von Planches, in 275 Metern Seehöhe, entwässert zunächst nach Nordosten, dreht dann Richtung Nord, später nach Nordwest, und mündet nach rund 145 Kilometern bei Berville-sur-Mer in den Ästuar der Seine.

## Durchquerte Départements
- Region Normandie
  - Département Orne
  - Département Eure

## Orte am Fluss
(Reihenfolge in Fließrichtung)
- Planches
- Sainte-Gauburge-Sainte-Colombe
- Aube
- Rai
- L’Aigle
- Saint-Sulpice-sur-Risle
- Rugles
- Beaumont-le-Roger
- Serquigny
- Nassandres
- Brionne
- Corneville-sur-Risle
- Manneville-sur-Risle
- Pont-Audemer
- Berville-sur-Mer

## Hydrologie
Am 30. Juli 2012 fiel die Risle zwischen Ajou und La Houssaye in eine Flussschwinde. Sie verläuft nun 12 Kilometer lang unterirdisch. Das Wasser der Risle wurde eingefärbt, um den Verlauf des Flusses nachvollziehen zu können. Das unterirdische Wasser erhöht die Gefahr der Entstehung weiterer Ponore. Die Stabilität einiger Brücken in dem jetzt trockenen Abschnitt ist durch den Mangel an Wasser gefährdet. Dazu gehört die Brücke über die Risle in Grosley-sur-Risle. Auf einer Länge von mehr als 10 Kilometern ist die ganze Fauna und Flora des Flusses vernichtet.
Im Winter vergrößerte sich der unterirdische Hohlraum, inzwischen (Stand Juli 2013) scheint die Veränderung jedoch zum Stillstand gekommen zu sein. Auf dem Flussabschnitt zwischen Ajou und La Houssaye wurden am 15. und 19. Juli insgesamt 150 Kubikmeter Steine in den Ponor eingebracht. Der Hohlraum ist noch nicht vollständig gefüllt.